# Podolin (Grande-Pologne)
Pour les articles homonymes, voir Podolin.
Podolin (prononciation : [pɔˈdɔlin]) est un village polonais de la gmina de Wapno dans le powiat de Wągrowiec de la voïvodie de Grande-Pologne dans le centre-ouest de la Pologne.
Il se situe à environ 2 kilomètres au sud-ouest de Wapno (siège de la gmina), 21 kilomètres au nord-est de Wągrowiec (siège du powiat), et à 67 kilomètres au nord-est de Poznań (capitale de la Grande-Pologne).

## Histoire
De 1975 à 1998, le village faisait partie du territoire de la voïvodie de Piła.

Depuis 1999, Podolin est situé dans la voïvodie de Grande-Pologne.